# Aglais fervida
Aglais fervida är en fjärilsart som beskrevs av Fritsch 1913. Aglais fervida ingår i släktet Aglais och familjen praktfjärilar. Inga underarter finns listade i Catalogue of Life.